# Башибос
Башибос (на македонска литературна норма: Башибос) е село в община Валандово, Северна Македония.

## География
Башибос е разположено в южните склонове на Беласица.

## История
В края на XIX век Башибос е предимно турско село в Дойранска каза на Османската империя. В „Етнография на вилаетите Адрианопол, Монастир и Салоника“, издадена в Константинопол в 1878 година и отразяваща статистиката на населението от 1873 година, Бахче обаси (Bahtché-obassi) е посочено като селище с 50 домакинства, като жителите му са 105 мюсюлмани. Според статистиката на Васил Кънчов („Македония. Етнография и статистика“) от 1900 година, Бахче Оваси има 426 жители, от които 420 турци и 6 цигани.
Преброявания
| Година    | 1900 | 1948 | 1953 | 1961 | 1971 | 1981 | 1991 | 1994 | 2002 |
| --------- | ---- | ---- | ---- | ---- | ---- | ---- | ---- | ---- | ---- |
| Население | 426  | 200  | 246  | 164  | 194  | 262  | 269  | 201  | 170  |

В Башибос има 33 домакинства в 2002 година, като жителите му са:
| Националност | Всичко |
| македонци    | 0      |
| албанци      | 0      |
| турци        | 169    |
| роми         | 0      |
| власи        | 0      |
| сърби        | 0      |
| бошняци      | 0      |
| други        | 1      |